# Mahshahr
Bandar-e Māhshahr o Māhshahr (farsi بندر ماهشهر) è il capoluogo dello shahrestān di Mahshahr, circoscrizione Centrale, nella provincia del Khūzestān. Conosciuta precedentemente con i nomi di Machuleh e Mahrouyan, ha assunto l'attuale nome nel 1965. Mah-shahr significa "città della luna" e la parola bandar in persiano significa "porto". Aveva, nel 2006, una popolazione di 109.927 abitanti.
È uno dei più importanti porti dell'Iran per l'esportazione di gas e dei prodotti provenienti dalle raffinerie di Abadan, assieme all'altro porto di Bandar-e Emam Khomeyni.
Ad agosto 2015 ha toccato la temperatura percepita più elevata mai registrata sul pianeta: 74 °C.